# Dörnerberg
Der Dörnerberg ist ein 478,1 m ü. NHN hoher Berg im Obereichsfeld im Naturpark Eichsfeld-Hainich-Werratal in Deutschland.

## Lage
Der Dörnerberg befindet sich im Westen des Unstrut-Hainich-Kreises zwischen den Ortschaften Diedorf im Norden, Heyerode im Osten und Schierschwende im Südwesten ungefähr 12 Kilometer westlich von Mühlhausen/Thüringen. Er ist der südlichste Berg im Obereichsfeld  und gehört naturraummäßig zur Falkener Platte am Übergang zum Hainich, zum Oberen Eichsfeld und dem Unteren Werrabergland.

## Natur
Der Dörnerberg liegt im Bereich der Eichenberg–Gotha–Saalfelder Störungszone und besteht überwiegend aus Muschelkalk. Der Berg ist im Westen und Süden bewaldet und wird am nördlichen Abhang auch landwirtschaftlich genutzt. Hier gibt es Bereiche mit Halbtrockenrasen und Vorkommen von Silberdisteln.
Vom Dörnerberg hat man eine schöne Aussicht auf die Höhen des südlichen Eichsfeldes und des  nördlichen Hainichs.

## Geschichtliches
Auf dem Dörnerberg soll sich eine vorgeschichtliche Wallanlage befunden haben, der Berggipfel wird auch Schanze genannt. Vermutet wird eine germanische Kultstätte (namentliche Ableitung von Donarberg, Donarstätte). Nördlich auf dem Dinkelbühl (Dinkelbiehl) befand sich eine Dingstätte (Gerichtsstätte), die mit dem Donarberg in Verbindung stand, östlich davon liegt die alte Richtstätte „Galgenrain“. Nachweislich ist ein an der Gemarkungsgrenze zwischen Schierschwende und Heyerode/Diedorf gelegenes Teilstück eines Langwalles mit vorgelagerten Graben, vermutlich als Teil einer Landwehr.
Südöstlich des Gipfelbereiches findet man auf dem digitalen Geländemodell angedeutete Reste einer Schanze.